# Triberta
Triberta is een geslacht van vlinders van de familie mineermotten (Gracillariidae), uit de onderfamilie Lithocolletinae.

## Soorten
- T. cistifoliella (Groschke, 1944)
- T. helianthemella (Herrich-Schäffer, 1860)